# Велоспорт на літніх Олімпійських іграх 2020 — командна гонка переслідування (чоловіки)
Змагання в командній гонці переслідування серед чоловіків на літніх Олімпійських іграх 2020 відбулися 2–4 серпня 2021 року на велодромі Ідзу. Змагалися 32 велосипедисти (8 команд по 4) з 8 країн.

## Передісторія
Це була 25-та поява цієї дисципліни на Олімпійських іграх. Її проводили на кожній літній Олімпіаді починаючи з 1908 року, за винятком 1912 року, коли не проводили змагань на велотреку.
Чинними олімпійськими чемпіонами були Ед Кленсі, Стівен Берк, Овайн Дойлл та Бредлі Віґґінз з Великої Британії. Це була третя поспіль перемога цієї збірної, і всі три рази в її складі був Кленсі, а останні два - Берк). Чинні чемпіони світу (2020) - Лассе Норман Гансен, Юліус Йогансен, Фредерік Роденберг та Расмус Педерсен з Данії.

## Кваліфікація
Національний олімпійський комітет (НОК) може виставити на змагання з командного переслідування щонайбільше 1 команду з 4 велосипедистів. Квоти одержує НОК, який сам вибирає велосипедистів, що візьмуть участь у змаганнях. Всі квоти розподілено відповідно до світового рейтингу UCI за країнами за 2018-2020 роки. Вісім НОК з найвищим рейтингом кваліфікувались на змагання. Команди цих країн також автоматично кваліфікувались у медісоні. Оскільки кваліфікація завершилась до закінчення Чемпіонату світу з велоспорту на треку 2020 1 березня 2020 року (останнє змагання, що могло змінити рейтинг 2018-20 років), то пандемія COVID-19 на кваліфікацію не вплинула.

## Формат змагань
У командній гонці переслідування беруть участь дві команди з чотирьох велосипедистів. Кожна команда стартує на протилежних боках треку. Є два способи виграти: здолати 16 кіл (4 км) до того, як це зробить інша команда, або ж її наздогнати на треку. Час кожної команди визначається третім велосипедистом, що перетнув фінішну позначку; четвертому велосипедистові не обов'язково фінішувати.
Змагання складаються з трьох раундів :
- Відбірковий раунд: кожна команда стартує роздільно на час, щоб визначити посів. Поборотися за золоту медаль можуть лише 4 найкращі команди; команди, що посіли 5-те та нижчі місця, зможуть боротися тільки за бронзу.
- Перший раунд: чотири заїзди по 2 команди. Команди, що у відбірковому раунді посіли перші 4 місця, посіяні одна проти одної (1-ша проти 4-ї, а 2-га проти 3-ї), а ті, що посіли 4 останні місця, посіяні також одна проти одної (5-та проти 8-ї, а 6-та проти 7-ї). Переможці серед перших чотирьох команд виходять до фіналу за золоті медалі. Інші 6 команд класифікуються за часом і потрапляють до відповідних наступних фіналів.
- Фінали: чотири заїзди по 2 команди  в кожному: за золоту медаль, за бронзову, за 5-те місце і за 7-ме місце.

## Розклад
Змагання в цій дисципліні відбуваються впродовж трьох днів.
| З | Попередні заїзди | ЧФ | Чвертьфінали | ПФ | Півфінали | Ф | Фінали |

| Дата →                                   | 2 сер | 2 сер | 2 сер | 3 сер | 3 сер | 3 сер | 4 сер | 5 сер | 5 сер | 5 сер | 5 сер | 6 сер | 6 сер | 7 сер | 7 сер | 8 сер | 8 сер | 8 сер | 8 сер |
| ---------------------------------------- | ----- | ----- | ----- | ----- | ----- | ----- | ----- | ----- | ----- | ----- | ----- | ----- | ----- | ----- | ----- | ----- | ----- | ----- | ----- |
| Командна гонка переслідування (чоловіки) | З     | З     | З     | ПФ    | ПФ    | ПФ    | Ф     |       |       |       |       |       |       |       |       |       |       |       |       |

## Результати

### Кваліфікація
| Місце | Країна                | Велогонщики                                                       | Результат | Примітки |
| ----- | --------------------- | ----------------------------------------------------------------- | --------- | -------- |
| 1     | Данія (DEN)           | Лассе Норман Гансен Ніклас Ларсен Фредерік Мадсен Расмус Педерсен | 3:45.014  | OR       |
| 2     | Італія (ITA)          | Сімоне Консонні Філіппо Ганна Франческо Ламон Джонатан Мілан      | 3:45.895  |          |
| 3     | Нова Зеландія (NZL)   | Аарон Гейт Кемпбелл Стюарт Реган Гоф Джордан Кербі                | 3:46.079  |          |
| 4     | Велика Британія (GBR) | Етан Гейтер Едвард Кленсі Етан Вернон Олівер Вуд                  | 3:47.507  |          |
| 5     | Австралія (AUS)       | Келланд О'Браєн Сем Велсфорд Лей Говард Александер Портер         | 3:48.448  |          |
| 6     | Канада (CAN)          | Венсан Де Етр Майкл Фоулі Дерек Джі Джей Ламоро                   | 3:50.455  |          |
| 7     | Німеччина (GER)       | Тео Рейнхардт Фелікс Ґрос Леон Роде Доменік Вайнштайн             | 3:50.830  |          |
| 8     | Швейцарія (SUI)       | Робін Фройдево Штефан Біссеґґер Мауро Шмід Сіріл Тьєрі            | 3:51.514  |          |

### Перший раунд
| Місце | Заїзд | Країна                | Велогонщики                                                       | Результат | Примітки |
| ----- | ----- | --------------------- | ----------------------------------------------------------------- | --------- | -------- |
| 1     | 3     | Італія (ITA)          | Сімоне Консонні Філіппо Ганна Франческо Ламон Джонатан Мілан      | 3:42.307  | QG, WR   |
| 2     | 4     | Данія (DEN)           | Лассе Норман Гансен Ніклас Ларсен Фредерік Мадсен Расмус Педерсен |           | QG       |
| 3     | 3     | Нова Зеландія (NZL)   | Аарон Гейт Кемпбелл Стюарт Реган Гоф Джордан Кербі                | 3:42.397  | QB       |
| 4     | 2     | Австралія (AUS)       | Келланд О'Браєн Сем Велсфорд Лей Говард Люк Плапп                 | 3:44.902  | QB       |
| 5     | 1     | Канада (CAN)          | Венсан Де Етр Майкл Фоулі Дерек Джі Джей Ламоро                   | 3:46.769  |          |
| 6     | 1     | Німеччина (GER)       | Тео Рейнхардт Фелікс Ґрос Леон Роде Доменік Вайнштайн             | 3:48.861  |          |
| 7     | 2     | Швейцарія (SUI)       | Тері Шир Штефан Біссеґґер Валер Тібо Сіріл Тьєрі                  | 3:49.111  |          |
| 8     | 4     | Велика Британія (GBR) | Етан Гейтер Чарлі Тенфілд Етан Вернон Олівер Вуд                  | 4:28.489  |          |

Данія наздогнала на треку Велику Британію, тож вийшла до фіналу за золоті медалі. Але вони не зафіксували часу, бо їхній гонщик зіткнувся з британцем, що відстав від товаришів по команді.

### Фінали
| Місце                    | Країна                | Велогонщики                                                       | Результат | Примітки |
| ------------------------ | --------------------- | ----------------------------------------------------------------- | --------- | -------- |
| Фінал за золоту медаль   |                       |                                                                   |           |          |
| 1                        | Італія (ITA)          | Сімоне Консонні Філіппо Ганна Франческо Ламон Джонатан Мілан      | 3:42.032  |          |
| 2                        | Данія (DEN)           | Лассе Норман Гансен Ніклас Ларсен Фредерік Мадсен Расмус Педерсен | 3:42.203  |          |
| Фінал за бронзову медаль |                       |                                                                   |           |          |
| 3                        | Австралія (AUS)       | Келланд О'Браєн Сем Велсфорд Лей Говард Люк Плапп                 |           |          |
| 4                        | Нова Зеландія (NZL)   | Аарон Гейт Кемпбелл Стюарт Реган Гоф Джордан Кербі                |           | OVL      |
| Фінал за 5-те місце      |                       |                                                                   |           |          |
| 5                        | Канада (CAN)          | Венсан Де Етр Майкл Фоулі Дерек Джі Джей Ламоро                   | 3:46.324  |          |
| 6                        | Німеччина (GER)       | Роґер Клюґе Фелікс Ґрос Леон Роде Доменік Вайнштайн               | 3:50.023  |          |
| Фінал за 7-ме місце      |                       |                                                                   |           |          |
| 7                        | Велика Британія (GBR) | Етан Гейтер Чарлі Тенфілд Етан Вернон Олівер Вуд                  | 3:45.636  |          |
| 8                        | Швейцарія (SUI)       | Робін Фройдево Штефан Біссеґґер Валер Тібо Сіріл Тьєрі            | 3:50.041  |          |